# Svältan
Svältan är en sjö i Ronneby kommun i Blekinge och ingår i Nättrabyån-Ronnebyåns kustområde.